# 崩坡下
崩坡下，是臺灣新竹縣湖口鄉的一個傳統地域名稱，位於該鄉東北部。相較於今日行政區，其範圍大致為長安村北部。

## 歷史
台灣清治末期至日治初期，崩坡下地區為一街庄，稱為「崩坡下庄」，隸屬於竹北二堡。該庄北與上四湖庄為鄰，東與崩坡庄為鄰，南邊為北窩庄，西邊為長崗嶺庄。
1901年（日治明治三十四年）11月，全台廢縣廳改設二十廳，該庄隸屬於新竹廳。1909年（明治四十二年）10月，合併二十廳為十二廳，該庄隸屬不變。1920年（大正九年），廢十二廳改設五州二廳，該庄改制為「崩坡下」大字，隸屬於新竹州新竹郡湖口庄。
戰後湖口庄改制為湖口鄉，隸屬於新竹縣，大字亦改制為村。1950年桃、竹、苗分治，湖口鄉隸屬不變。

## 聚落
本地區發展較早的聚落為崩坡下，在日治期初期的官方地圖上已有記載。

## 交通
國道1號又稱「中山高速公路」，是台灣西部兩條縱向高速公路之一，大致以橫向轉東北—西南走向蜿蜒經過崩坡下地區中部偏南地帶。境內未設交流道，東側最近的是位於楊梅市區東邊省道台1線交會處的楊梅交流道，西側最近的是波羅汶山南邊的湖口交流道，由此等進入可快速前往台灣西部各地。
省道台1線又稱「縱貫公路」，是台北至屏東楓港的傳統幹道，大致與國道1號並行且位於其北側經過本地區中部偏北地帶，向東可前往楊梅、平鎮、中壢等地，向西南可前往老湖口、山崎、竹北、新竹等地。

## 學校
- 長安國小